# Henryk Wieczorek
Henryk Piotr Wieczorek, född den 14 december 1949 i Chorzów, Polen, är en polsk fotbollsspelare som tog OS-silver i fotbollsturneringen vid de olympiska sommarspelen 1976 i Montréal.